# نواه مبامبا
نواه مبامبا (مواليد 5 يناير 2005) هو لاعب كرة قدم بلجيكي يلعب في مركز المدافع في نادي كلوب بروج.

## روابط خارجية
- نواه مبامبا على موقع الاتحاد الأوربي (الإنجليزية)
- نواه مبامبا على موقع قاعدة بيانات كرة القدم.إي يو (الإنجليزية)
- نواه مبامبا على موقع Soccerway.com (الإنجليزية)
- نواه مبامبا على موقع عالم كرة القدم.نت (الإنجليزية)